# Las Palmas (A-52)
El Las Palmas A-52 fue un Buque de Investigación Oceanográfica polar perteneciente a la Armada Española, cuyas misiones se desarrollaban en la Antártida. Reclasificado desde 2015 como Buque Auxiliar, el 7 de marzo de 2025 fue dado de baja en la Armada.

## Historial de servicio

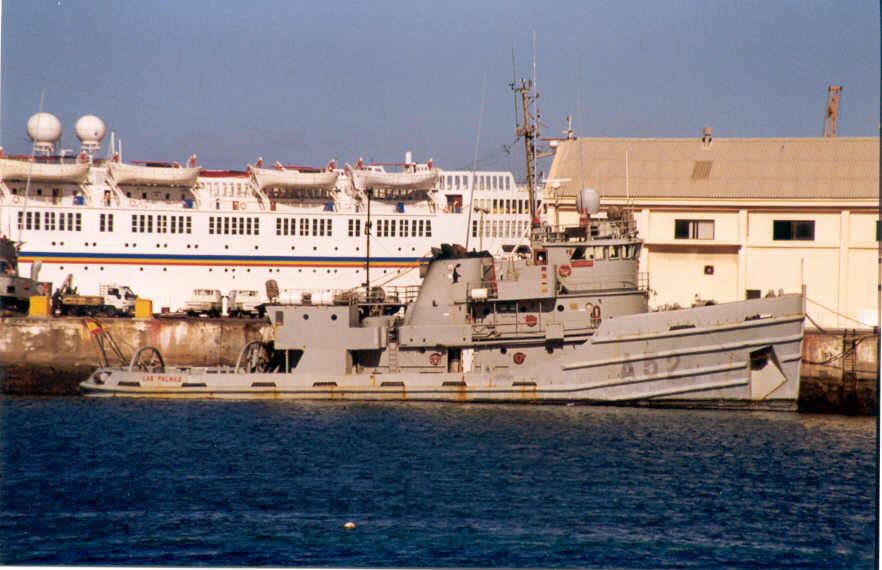
El A-52 Las Palmas como remolcador, antes de ser reconvertido a buque de investigación oceanográfica.

### Remolcador
El buque fue construido en Santander en 1978 por los Astilleros del Atlántico como remolcador de altura. En 1982 fue adquirido por la Armada, que lo dedicó a misiones de salvamento, remolque, vigilancia marítima, ejercicios, auxilio en zonas catastróficas, lucha contra la contaminación del mar, apoyo a la flota pesquera española, etc. Este barco fue diseñado para tareas de apoyo y suministro para plataformas petrolíferas, con motores muy potentes y un radio de acción muy extenso, lo cual sin duda fue determinante para su elección como buque de investigación antártica, antes de la entrada en servicio del Buque de Investigación Oceanográfica Hespérides.

### Buque oceanográfico
El buque Las Palmas fue reconvertido para tareas polares en 1988, para lo cual fue objeto de reforzamiento de su casco con acero de alta resistencia, además de un moderno sistema de comunicaciones por satélite, habilitación para 22 investigadores y estiba a popa para dos contenedores científicos.
El BIO Las Palmas fue el primer buque español que participó en misiones científicas en la Antártida, concretamente durante los años 1988 y 1991, antes de que entrara en servicio el Hespérides. Tomaba parte anualmente, en colaboración con el Ministerio de Educación y Ciencia (MEC), en la Campaña Antártica Española que desarrolla el Comité Polar Español. En 1989, rescató a la tripulación del ARA Bahía Paraíso, que se hundió en aguas de la Antártida.

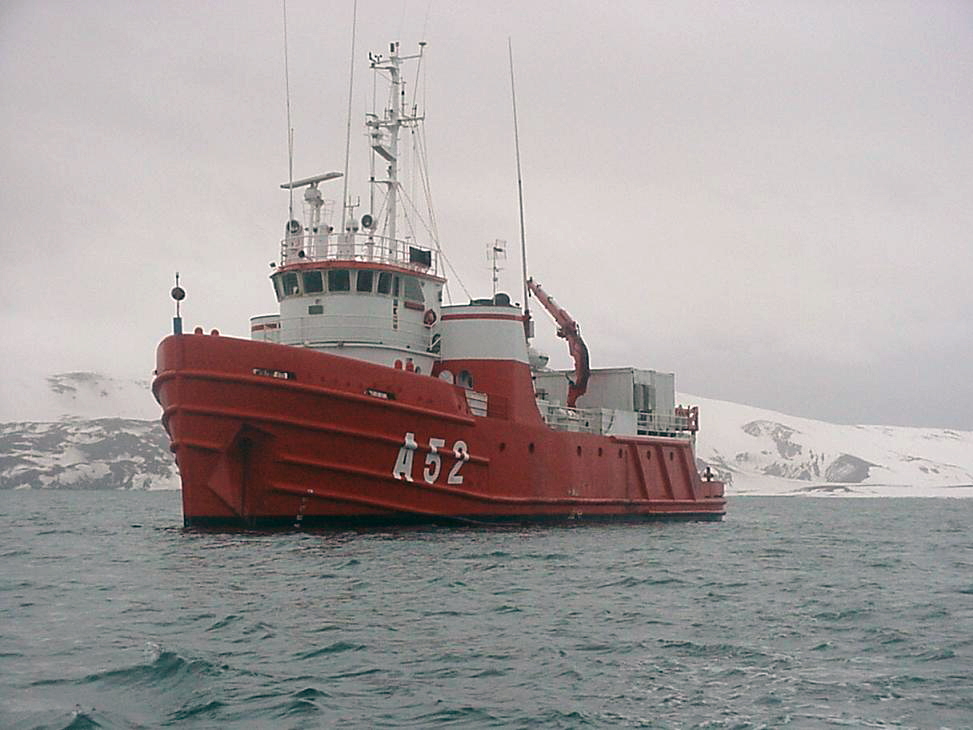
BIO Las Palmas A-52 en Isla Decepción (Antártida).

En el año 1999, el buque fue nuevamente sometido a importantes obras de modificación para cumplir escrupulosamente con la protección del medio ambiente, de acuerdo a lo estipulado en el Tratado Antártico. El buque Las Palmas dependía directamente del Almirante Jefe de la Fuerza de Acción Marítima, con sede en Cartagena (Murcia), y representaba otra muestra más de la contribución de la Armada a la acción del Estado en la mar. Contaba con una dotación de 36 personas, y desde abril de 2004, tenía su base en la propia Cartagena.
En la campaña 2004-2005, toda la campaña antártica recayó sobre este buque al encontrarse el BIO Hespérides (A-33) en sus obras de media vida.
La campaña  antártica del año 2006 fue la campaña más larga de su historia, dentro del declarado Año Polar Internacional iniciada el 25 de septiembre de 2006 y finalizada el 2 de mayo de 2007. En esta campaña, realizó el 16 de noviembre de 2006, labores de salvamento del buque turístico ruso Lyubov Orlova, encallado en Isla Decepción.
Su decimosegunda campaña antártica, se prolongó desde el 8 de octubre de 2008, hasta el 17 de abril de 2009.
El 5 de octubre de 2009, zarpó de su base de Cartagena para realizar su decimotercera campaña antártica, con regreso previsto el 10 de abril de 2010, concluyendo la descarga de personal y material en las bases españolas en la Antártida el 20 de noviembre de 2009, posteriormente, se dirigió al puerto argentino de Ushuaia, donde además de material y personal adicional, recogió a seis científicos búlgaros con destino a la base antártica búlgara de Sant Kliment Ohridski.
Partió de su base en Cartagena el 10 de noviembre de 2010 para realizar su XIV campaña antártica. El 9 de marzo, se detectó la avería de uno de los dos motores del buque, por lo que el 11 de marzo atracó en el puerto Ushuaia (Argentina), a donde se trasladaron el 17 de marzo varios trabajadores de Navantia para efectuar reparaciones. El 31 de marzo zarpó con rumbo a Mar del Plata para reaprovisionarse antes de cruzar el Atlántico. Sin embargo, el 2 de abril, volvió a averiarse el mismo motor, por lo cual, permaneció varios días en Mar del Plata a la espera de reparar la avería.
El 27 de junio de 2011, el buque, ya reparado, zarpó de regreso a España desde el Río de la Plata, previa escala en Río de Janeiro, después de solucionar la avería que lo inmoviliazó varias semanas, arribando sin problemas a su base en Cartagena el 12 de julio de 2011.
El 15 de octubre de 2011, zarpó desde Cartagena, para iniciar su XV campaña antártica, que finalizó el 12 de marzo de 2012. En el transcurso de esta campaña, cruzó por doce veces el mar de Hoces, y navegó el equivalente a una vuelta al mundo.
En su viaje de regreso a su base de Cartagena, el 12 de abril de 2012, realizó sondeos batimétricos en el área restringida del volcán submarino de El Hierro, para actualizar los datos del relieve tras la erupción del citado volcán. Finalmente, arribó a su base en Cartagena el 17 de abril de 2012.

### Buque auxiliar B/A
A partir de enero 2015 se reclasifica como Buque Auxiliar, con misión de apoyo general en operaciones y ejercicios, apoyo a buceadores y aprovisionamiento y relevos en islotes y peñones.
El 7 de marzo de 2025 causa baja en la Lista Oficial de Buques de la Armada. 

## Características
El buque Las Palmas era una nave preparada para realizar misiones de transporte, investigación y apoyo logístico en aguas antárticas; al mismo tiempo, el buque estaba adaptado para cumplir las normativas más rigurosas exigidas para la navegación en la Antártida. Así, por ejemplo, respetando las disposiciones del Tratado Antártico sobre "Prevención de la Contaminación Marina", el buque disponía de tanque de lodos y aceite sucio, equipos para tratar las aguas aceitosas e incinerador de basura. Además, la basura no orgánica era compactada, almacenada en cajas especiales y evacuada a la llegada a puerto.

## Misión como BIO
La misión del buque en la Antártida se integraba en tres grandes aspectos:
- Colaborar en las labores de investigación que instituciones y organismos científicos españoles llevan a cabo en la Antártida, fundamentalmente mediante el apoyo logístico a las dos bases antárticas españolas, Juan Carlos I y Gabriel de Castilla.
- Mantener la presencia física de España en la Antártida en cumplimiento de los acuerdos adoptados por España en el Tratado Antártico y Protocolos subsiguientes.
- Dar a conocer la capacidad de la Armada para realizar misiones en cualquier lugar del mundo.

Entre las principales tareas que el buque desarrollaba en la Antártida se encontraban:
- Apertura y cierre estacional de las dos bases antárticas españolas.
- Transporte de personal científico y técnico desde Argentina y Chile a las Bases antárticas.
- Transporte de personal entre las Bases y los Campamentos temporales situados en territorio antártico.
- Suministro de víveres y combustible a las Bases y al BIO Hespérides.
- Abastecimiento de material científico y técnico a las Bases.
- Retirada de residuos y transporte de muestras científicas.
- Lucha contra la contaminación del mar.
- Auxilio exterior.
- Apoyo médico.

A partir de 2015 efectuaba misiones de apoyo a operaciones y ejercicios, buceadores y aprovisionamiento de islotes y peñones.